# オキナワオオコウモリ
オキナワオオコウモリ(Pteropus loochoensis)は、哺乳綱翼手目オオコウモリ科オオコウモリ属に分類される翼手類。

## 分布
日本（沖縄島）固有種

## 形態
前腕長13.6および14.35センチメートル。体毛は短く、胴体背面でも2センチメートルに達しない。脛部背面が体毛で被われない。上顎前方に小臼歯がある。

## 分類
19世紀に沖縄島で、3 - 4頭が採取されたのみとされる。20世紀以降は発見例がなく、大英自然史博物館所蔵の2頭の標本のみ現存する。一方で実際は沖縄島には分布しておらず、これらの標本は東南アジアで採取されたとする説もある。マリアナオオコウモリPteropus mariannusの、シノニムとする説もある。

## 保全状態評価
1987年にワシントン条約附属書IIに掲載され、1990年にワシントン条約附属書Iに掲載されている。2017年現在の沖縄県レッドリストでは、絶滅と判定されている。
絶滅（環境省レッドリスト）